# Musikjahr 1418
Liste der Musikjahre

◄◄ | ◄ | 1414 | 1415 | 1416 | 1417 | Musikjahr 1418 | 1419 | 1420 | 1421 | 1422 | ► | ►►

Weitere Ereignisse
Dieser Artikel behandelt das Musikjahr 1418.

## Ereignisse und Personalia

### Heiliges Römisches Reich

#### Freie Reichsstadt Konstanz
- Das Konzil von Konstanz wird beendet. Seit 1414 waren viele Musiker aus ganz Europa in Konstanz.[1]

#### Herzogtum Steiermark
- Den Mönchen der Abtei Seckau wird die Erlaubnis gewährt, das Clavichord zu spielen.[2]

#### Hochstift Cambrai
- Guillaume Dufay wird an der Kirche St. Gery in Cambrai zum Subdiakon geweiht.[3]

### Herzogtum Burgund
- Raoul le Vavasseur ist Kaplan der burgundischen Hofkapelle Johann Ohnefurchts.[4]

### Italienische Staaten

#### Herzogtum Mailand
- Matteo da Perugia findet sich im Januar letztmals in den Aufzeichnungen der Kathedrale von Mailand.[5]

#### Kirchenstaat
- Guillaume Legrant tritt im November 1418 in die päpstliche Kapelle Martins V. ein. Bis mindestens 1421 ist er Mitglied der Kapelle.[6]

#### Republik Venedig
- Der italienische Komponist Christoforus de Monte ist nach Abwesenheit wieder zwischen 1418 und 1420 als Kantor an der Kathedrale von Belluno tätig.[7]
- Der italienische Komponist Petrus Rubeus wird an der Kathedrale San Pietro in Treviso Priester.[8]

### Königreich England
- Der englische Komponist Damett hat bis zu seinem Tod in den 1430er Jahren Pfründen an der St. Paul’s Cathedral in London inne.[9]
- Der Komponist und Musiktheoretiker Leonel Power steht ab 1418 in den Diensten von Thomas of Lancaster, 1. Duke of Clarence, dem zweiten Sohn König Heinrichs IV. von England.[10]

### Königreich Frankreich
- Karl VI. beschäftigt 11 haulx menestriers und eine große Kapelle, die einstimmige und polyphone Musik aufführt.[11]
- Der französische Komponist Jean Charité ist von 1418 bis 1422 Kanoniker und Mitglied der Ste. Chapelle in Bourges.[12]
- Der französische Komponist Estienne Grossin wird zu den Kaplanen von St-Merry in Paris gezählt.[13]

### Königreich Polen
- Der Dichter und Komponist Petrus Wilhelmi de Grudencz studiert von 1418 bis 1430 an der Universität Krakau.[14][15]

## Kompositionen und Schriften
- Die Motette Gemma florens/Hec est dies entsteht auf Zypern zur Geburt des späteren Königs Johann II.[16]
- Graduale der Klarissen von Gniezno.[17]
- Abd al-Qadir Maraghi: Maqāṣid al-alḥān (Intentionen der Melodien)[18]

## Geboren
- Um 1418: Henry Abyngdon, englischer Geistlicher und Musiker († 1497)

## Gestorben
- Richard Loqueville, französischer Komponist und Lehrer Guillaume Dufays (* unbekannt)[19]